# Чуваський державний театр ляльок
Чуваський державний театр ляльок (рос. Чувашский государственный театр кукол, чув. Чăваш патшалăх пукане театрĕ) — державний театр ляльок у столиці Чуваської Республіки Російської Федерації місті Чебоксарах.

## Загальні дані
Чуваський державний театр ляльок розташований у за адресою: 
бульв. Президентський, буд. 15, м. Чебоксари-428004 (Чувашія, Росія).
Керівництво театром здійснюють директор заслужений праціник культури Чуваської Республіки Єлтзавета Аріївна Абрамова, художній керівник заслужений артист Чуваської Республіки Юрій Філіппов.

## З історії та сьогодення театру
Датою створення театру ляльок у столиці Чувашії місті Чебоксарах вважається 15 квітня 1945 року — тоді відбулась прем'єра вистави «Три подружки» за п'єсою засновника театру, його першого директора і художнього керівника, режисера Сергія Макаровича Мерзлякова.
У 1951 році театр було ліквідовано, однак група лялькарів продовжила працювати при Чуваській державній філармоніє. 
1958 року під керівництвом М.К. Антонова, учня С. В. Образцова театр поновив свою діяльність.
У 1996 році за заслуги в області театрального мистецтва колектив театру удостоївся Молодіжної премії Чувської Республіки ім. М. Сеспеля.
Театр є членом Міжнародної асоціації лялькарів UNIMA.
За роки роботи Чуваського державного театру ляльок було створено понад 200 вистав.
У творчій практиці театру органічно поєднуються два напрямки: традиційно-європейська та національна.
Так, зокрема, у різні роки в театрі були поставлені такі яскраві національні спектаклі як «Нарспи» за К. Івановим, «Когда расцветает черемуха» І. Максимова-Кошкинського, «Кай-кай Ивана!» Н. Айзмана, «Сарпиге» Є. Нікітіна, «Солнечная вышивка», «Соломенная шутка», «Волшебная тухъя» М. Юхми, «Звездная мечта» Р. Сарбі, «Прости, мой зеленый весенний вечер…» — неординарна постановка за віршами М. Сеспеля.

## Виноски
1. ↑  Чуваський державний театр ляльок на сайті Мінкультури Чуваської Республіки [Архівовано 27 вересня 2011 у Wayback Machine.] (рос.)